# Сладак живот
Сладак живот (итал. La Dolce Vita) је сатирични хумористичко-драмски филм из 1960. године, режисера Федерика Фелинија, који је и написао сценарио заједно са Ениом Флајаном, Тулиом Пинелијем и Брунелом Рондијем. Главну улогу у филму тумачи Марчело Мастројани као Марчело Рубини, новинар таблоида који током седам дана и ноћи путује кроз „сладак живот” Рима у бесплодној потрази за љубављу и срећом. Радња нема чврсту наративну структури и може се поделити на пролог, седам дугих епизода прекинутих интермецом и епилог, према најчешћем тумачењу.
Објављен у Италији 5. фебруара 1960. године, Сладак живот је остварио критички и комерцијални успех, упркос цензури у неким регионима. Освојио је Златну палму на Филмском фестивалу у Кану, као и Оскара за најбоље костиме. Био је номинован за још три Оскара, укључујући најбољу режију и најбољи оригинални сценарио. Успех филма се показао као прекретница како за италијанску, тако и за европску кинематографију у целини, и почео је да се сматра ремек делом италијанског филма и једним од најбољих филмова свих времена.
Године 2008, италијанско Министарство културе је уврстило Сладак живот међу 100 италијанских филмова које треба сачувати, списак од 100 филмова који су „променили колективно памћење земље између 1942. и 1978. године”.

## Радња

### Пролог
Хеликоптер преноси статуу Христа преко древног римског акведукта изван Рима, док га други, новинарски хеликоптер Марчела Рубинија, прати у град. Новинарски хеликоптер је на тренутак застао изнад групе жена у купаћим костимима који се сунчају на крову вишеспратнице. Лебдећи изнад, Марчело користи гестове да добије њихове бројеве телефона, али не успева у свом покушају. Затим слеже раменима и наставља да прати статуу до Трга Светог Петра.

### Прва епизода
Марчело случајно упознаје Мадалену у ексклузивном ноћном клубу. Лепа и богата наследница, Мадалена је уморна од Рима, док Марчело сматра да му град одговара. Њих двоје воде љубав у спаваћој соби проститутке коју су одвезли кући у Мадаленином кадилаку. Марчело се враћа у свој стан и открива да се његова вереница Ема предозирала. На путу до болнице, он јој изјављује своју вечну љубав и понавља то док она лежи у полусвесном стању у хитној помоћи. Међутим, док махнито чека њен опоравак, он покушава да позове Мадалену телефоном.

### Друга епизода
Тог дана, Марчело одлази на свечани дочек Силвије, познате шведско-америчке глумице, на аеродром Чампино где је чека хорда новинара. Током Силвијине конференције за штампу, Марчело зове кући како би се уверио да је Ема узела лекове, док је уверава да није сам са Силвијом. Након што филмска звезда самоуверено одговара на салву новинарских питања, њен дечко Роберт касно и пијан улази у собу. Марчело необавезно препоручује Силвијином продуценту да је одведе у обилазак Базилике Светог Петра. Унутар куполе базилике, један новинар се жали да је Силвија попут „лифта” јер ниједан од њих не може да се мери са њеним енергичним успоном уз бројне степенице. Надахнут, Марчело иде напред да остане сам са њом када коначно стигну до балкона који гледа на Трг Светог Петра.
Те вечери, заљубљени Марчело плеше са Силвијом у Каракалиним термама. Силвијина природна сензуалност изазива бурну забаву док Роберт, њен вереник који се досађује, црта карикатуре и чита новине. Његова понижавајућа примедба наводи Силвију да остави групу, а жељно је прате Марчело и његове колеге папараци. Нашавши се насамо, Марчело и Силвија проводе остатак вечери у римским уличицама, где улазе у фонтану ди Треви.
Попут магичне чаролије која је изненада прекинута, зора стиже у тренутку када Силвија заиграно „помаже” Марчелову главу водом из фонтане. Возе се назад до Силвијиног хотела и проналазе побеснелог Роберта који је чека у свом аутомобилу. Роберт ошамари Силвију, нареди јој да оде у кревет, а затим насрне на Марчела.

### Трећа епизода
Марчело среће Штајнера, свог истакнутог интелектуалног пријатеља, у цркви. Штајнер показује своју књигу граматике санскрита. Њих двојица одлазе на спрат да свирају на оргуљама, нудећи свештенику да одсвирају џез комад, пре него што одсвирају Баха.

### Четврта епизода
Касно поподне, Марчело, његов пријатељ фотограф, Папарацо, и Ема возе се до предграђа Рима да покрију причу о наводном виђењу Богородице од стране двоје деце. Иако је Католичка црква званично скептична, огромна гомила поклоника и новинара окупља се на том месту.
Те ноћи догађај се емитује преко италијанског радија и телевизије. Ема се моли Девици Марији да јој се преда Марчелово срце. Слепо пратећи двоје деце од места до места по пљуску, гомила цепа мало дрво због грана и лишћа за које се каже да су заклонили Богородицу.
Окупљање се завршава у зору тако што гомила оплакује болесно дете, ходочасника којег је мајка довела да га излечи, али је у метежу изгажен на смрт.

### Епизода 3б
Једне вечери, Марчело и Ема присуствују окупљању у Штајнеровом луксузном дому, где се упознају са групом интелектуалаца који рецитују поезију, свирају на гитари, нуде филозофске идеје и слушају звуке природе снимљене на касети. Британска песникиња Ајрис Три, чију је поезију Марчело читао и дивио јој се, препоручује Марчелу да избегава „окове” посвећености: „Остани слободан, доступан, као ја. Никада се не жени. Никада не бирај. Чак и у љубави, боље је бити изабран.” Ема је опчињена Штајнеровим домом и децом, говорећи Марчелу да ће једног дана имати дом попут Штајнеровог, али он се нерасположено окреће.
Напољу на тераси, Марчело признаје Штајнеру да се диви свему за шта се залаже, али Штајнер признаје да је растрган између сигурности коју пружа материјалистички живот и његове чежње за духовнијим, премда несигурнијим начином живота. Штајнер филозофира о потреби за љубављу у свету и плаши се онога са чим ће се његова деца једног дана суочити.

### Интермецо
Марчело проводи поподне радећи на свом роману у ресторану крај мора, где упознаје Паолу, младу конобарицу из Перуђе која пушта ча-ча „Патриша” Переза Прада на џубоксу, а затим певуши њену мелодију. Марчело је пита да ли има дечка, а затим је описује као анђела на умбријским сликама.

### Пета епизода
Марчело се налази са својим оцем који је у посети Риму. Са Папарацом одлазе у клуб „Ча-Ча”, где Марчело упознаје свог оца са Фани, прелепом плесачицом и једном од својих бивших девојака (обећао је да ће њену слику објавити у новинама, али није успео). Фани почиње да се свиђа његов отац. Марчело каже Папарацу да као дете никада није много виђао свог оца, који би недељама био далеко од куће. Фани позива Марчеловог оца назад у свој стан, а две друге плесачице позивају осталу двојицу да пођу са њима. Марчело оставља остале када стигну у комшилук плесачица. Фани излази из свог стана, узнемирена што је Марчеловом оцу позлило.
Марчелов отац је претрпео нешто што делује као благи срчани удар. Марчело жели да остане с њим у Риму како би се боље упознали, али његов отац, ослабљен, жели да се врати кући и улази у такси да ухвати први воз за Чезену. Оставља Марчела очајног, на улици, који гледа како такси одлази.

### Шеста епизода
Марчело, Нико и други пријатељи се састају у улици Виа Венето и одлазе у замак у власништву аристократа у Басано ди Сутри изван Рима. Журка је већ дуго у току, а присутни су мутних очију и пијани. Игром случаја, Марчело поново среће Мадалену. Њих двоје истражују читав низ рушевина око замка. Мадалена каже Марчелу да остане да седи у огромној просторији, а затим се затвара у другу собу повезану ехо комором. Као бестелесни глас, Мадалена тражи од Марчела да се ожени њоме; Марчело јој признаје љубав, избегавајући да одговори на њену понуду. Други мушкарац љуби и грли Мадалену, која губи интересовање за Марчела. Он се поново придружује групи и на крају проводи ноћ са Џејн, британском уметницом и наследницом.
Уморна и замагљених очију, група се враћа у зору у главни део замка, да би је дочекала матријарха замка, која је на путу на мису, у пратњи свештеника у процесији.

### Епизода 3в
Марчело и Ема су сами у његовом спортском аутомобилу на изолованом путу. Ема почиње свађу изјављујући своју љубав и покушава да изађе из аута; Марчело је моли да не излази. Ема каже Марчелу да никада неће наћи другу жену која ће га волети онако како га она воли. Марчело постаје бесан, говорећи јој да не може да живи са њеном гушећом, мајчинском љубављу. Он сада жели да она изађе из аута, али она одбија. Он је избацује из аута и одлази, остављајући је ноћу саму на пустом путу. Неколико сати касније, Ема чује како се његов ауто враћа док бере цвеће поред пута. Она улази у ауто, а нико од њих не проговара ни реч.
Марчело и Ема спавају у кревету, нежно испреплетени; Марчело прима телефонски позив. Жури у стан Штајнерових и сазнаје да је Штајнер убио своје двоје деце и себе. Након што је са полицијом чекао да се Штајнерова жена врати кући, он је сусреће напољу да би јој саопштио ужасне вести док се папараци роје около да би је сликали.

### Седма епизода
Неодређено време касније, старији Марчело — сада са седим власима у коси — и група људи упадају у кућу на плажи у Фређенеу у власништву Рикарда, Марчеловог пријатеља. Многи од мушкараца су хомосексуалци. Марчело је исмеван јер је напустио новинарство да би постао агент за публицитет. Како би прославила свој недавни развод од Рикарда, Нађа изводи стриптиз уз ча-ча „Патриша” Переза Прада. Рикардо се појављује у кући и каже присутнима да оду. Пијани Марчело покушава да испровоцира остале на оргију. Међутим, њихова опијеност доводи до тога да забава пређе у хаос, при чему Марчело јаше младу жену која пузи на рукама и коленима и баца перје из јастука по соби.

### Епилог
Група наставља до плаже у зору где проналази модерног левијатана, надуто створење налик морској ражи, ухваћено у рибарске мреже. У својој омамљености, Марчело коментарише како његове очи буље чак и у смрт.
Паола, млада конобарица из приморског ресторана у Фређенеу, зове Марчела са друге стране ушћа, али речи које размењују се губе у ветру, заглушене таласима који ударају. Он сигнализира своју неспособност да разуме шта она говори или протумачи њене гестове. Слеже раменима и враћа се пријатељима; једна од жена му се придружује и држе се за руке док се удаљавају од плаже. У дугом последњем крупном плану, Паола маше Марчелу, а затим стоји и посматра га са загонетним осмехом.

## Улоге
| Глумац             | Улога          |
| ------------------ | -------------- |
| Марчело Мастројани | Марчело Рубини |
| Анита Екберг       | Силвија Ренк   |
| Анук Еме           | Мадалена       |
| Ивон Фирно         | Ема            |
| Лекс Баркер        | Роберт         |
| Магали Ноел        | Фани           |
| Ален Кини          | Штајнер        |
| Нађа Греј          | Нађа           |
| Жак Серна          | Диво           |
| Лаура Бети         | Лаура          |
| Валтер Сантесо     | Папарацо       |
| Валерија Чанготини | Паола          |
| Рикардо Гароне     | Рикардо        |
| Анибале Нинки      | Марчелов отац  |

## Продукција

### Костими
У разним интервјуима, Фелини је изјавио да је почетна инспирација филма била модерна женска врећаста хаљина због онога што је могла да сакрије испод. Брунело Ронди, Фелинијев косценариста и дугогодишњи сарадник, потврдио је ово објашњавајући да је „мода женских врећастих хаљина које су поседовале осећај луксузног лептира око тела које су могле бити физички лепе, али не и морално; врећасте хаљине су погодиле Фелинија јер су чиниле жену веома лепом која би, уместо тога, могла да буде костур јадноће и самоће испод свега тога.”

### Сценарио
Заслуге за стварање Штајнера, интелектуалца који је извршио самоубиство након што је убио своје двоје деце, припада косценаристи Тулију Пинелију. Пошто је ишао у школу са италијанским романописцем Чезареом Павезеом, Пинели је помно пратио његову каријеру и осећао је да је његов претерани интелектуализам постао емоционално стерилан, што је довело до његовог самоубиства у хотелу у Торину 1950. године. Ова идеја о „умору од егзистенције” преноси се на Штајнера у епизоди забаве у којој звукове природе он и његови гости не доживљавају из прве руке, већ путем снимака на касети.
„Лажно чудо” алудира на истрагу из 1958. у којој су одбачене тврдње двоје деце да их је посетила Богородица на фарми у Марата Алти, у близини Тернија. „Мртво морско чудовиште” алудира на аферу Монтези, у којој је леш 21-годишње Вилме Монтези откривен на плажи у априлу 1953. године.

### Кастинг
Сладак живот представља прву сарадњу између Фелинија и Мастројанија. Дана 4. новембра 1977. у интервјуу за емисију Дика Кавета, Мастројани се присетио њиховог првог сусрета. Према његовим речима, Фелини му је рекао да продуцент жели Пола Њумана за главну улогу, али да Фелини Њумана сматра превише лепим, док је Мастројани има „нормално лице”. Мастројани је, помало посрамљен, затражио да прочита сценарио пре него што је пристао на улогу:
Рекао сам: „Па, добро, волео бих да прочитам сценарио, молим.” Он [Фелини] је одговорио: „Зашто да не? Енио, дођи са сценаријем”... Отворио сам сценарио и није било ништа написано... празне странице... онда сам видео скицу мора и човека који плива са огромним... [Мастројани указује на велики фалус]... и око његовог елемента је био плес сирена. Позеленео сам, поцрвенео и пожутео. Рекао сам: „Па, изгледа веома занимљиво... Где да се потпишем? И тако сам упознао Фелинија.”

### Снимање
Већи део филма је снимљен у студију Cinecittà у Риму. Сценограф Пјеро Герарди креирао је преко осамдесет локација, укључујући улицу Виа Венето, куполу Базилике Светог Петра са степеницама које су водиле до ње, и разне ноћне клубове. Међутим, друге секвенце су снимане на локацији, као што је забава у замку аристократа снимљена у правој палати Басано ди Сутри северно од Рима; неке од послуге, конобара и гостију играли су праве аристократе. Фелини је комбиновао конструисане сетове са снимцима локација, у зависности од захтева сценарија — права локација је често „рађала модификовану сцену и, последично, новоконструисану сцену.” Последње сцене филма у којима је чудовишна риба извучена из мора, а Марчело маше Паоли снимљене су на локацији Пасо Оскуро, малом летовалишту које се налази на италијанској обали 30 km из Рима.
Фелини је одбацио битну секвенцу која би укључивала однос Марчела и Долорес, старије списатељице која живи у кули, а коју би играла глумица Луиза Рајнер. Ако су редитељеви односи са Рајнеровом „која је увлачила Фелинија у узалудну дискусију” били проблематични, биограф Кезич тврди да је док је преправљао сценарио, лик Долорес постао „хиперболичан” и да је Фелини одлучио да одбаци „целу ову причу”.
Сцена у фонтани ди Треви снимана је више од недељу дана зими: у марту према BBC- у, крајем јануара према Анити Екберг. Фелини је тврдио да је Екбергова стајала у хладној води у својој хаљини сатима без икаквих проблема, док је Мастројани морао да носи ронилачко одело испод одеће – безуспешно. Тек након што је глумац „испразнио флашу вотке” и „потпуно попиздео”, Фелини је могао да сними сцену.

#### Папарацо
Лик новинара Папараца (Валтер Сантесо), инспирисан је фоторепортером Тациом Секјаролијем и послужио је као основа за реч папараци, која се у многим језицима користи за описивање наметљивих фотографа. Што се тиче порекла самог имена лика, проучавалац Фелинија, Питер Бонданела, тврди да иако је „то заиста италијанско презиме, реч је вероватно искривљена реч papataceo, велики и досадни комарац. Енио Флајано, косценариста и творац овог лика, наводи да је име преузео по лику из романа Џорџа Гисинга. Гисингов лик, сињор Папарацо, потиче из његове путописне књиге Крај Јонског мора (1901).

## Теме, мотиви и структура
Марчело је новинар у Риму касних 1950-их који покрива таблоидне вести о филмским звездама, религиозним виђењима и самозадовољној аристократији док трага за смисленијим начином живота. Он се суочава са егзистенцијалном борбом да мора да бира између два живота, представљених као новинарство и књижевност. Марчело води животни стил ексцеса, славе и задовољства међу напредном римском популарном културом, осликавајући конфузију и учесталост којом га ометају жене и моћ. Осетљивији Марчело тежи да постане писац, да води интелектуални живот међу елитом, песницима, писцима и филозофима тог времена. Марчело на крају не бира ни новинарство ни књижевност. Тематски се определио за живот ексцеса и популарности тако што је званично постао агент за публицитет.
Тема филма је „претежно друштво испијања кафе, разнолик и блистав свет поново изграђен на рушевинама и сиромаштву” италијанског послератног периода. У почетној секвенци, гипсана статуа Исуса обешена кабловима са хеликоптера, лети поред рушевина старог римског акведукта. Статуа се носи папи у Ватикан. Новинар Марчело и фотограф Папарацо прате их у другом хеликоптеру. Симболика Исуса, раширених руку као да благосиља читав Рим док лети изнад њих, убрзо је замењена профаним животом и нео-модерном архитектуром „новог” Рима, заснованог на економском чуду касних 1950-их. Испорука статуе је прва од многих сцена у којима се верске иконе постављају усред ликова који демонстрирају њихов „модерни” морал, под утицајем економије у процвату и живота масовних потрошача у настајању.

### Седам епизода
Најчешћа интерпретација филма је мозаик, чије делове повезује протагониста, новинар Марчело Рубини. Седам епизода су:
1. Марчелово вече са богатом наследницом Мадаленом
2. Његова дуга, фрустрирајућа ноћ са америчком глумицом Силвијом која се у зору завршава у фонтани ди Треви
3. Његов поновни сусрет са интелектуалцем Штајнером; њихов однос је подељен у три секвенце које се протежу кроз филм: а) сусрет, б) Штајнерова забава и в) Штајнерова трагедија
4. Лажно чудо
5. Посета његовог оца / Штајнерова забава
6. Аристократска забава / Штајнерова трагедија
7. „Оргија” у кући на плажи

На прекиду седам епизода је секвенца у ресторану са анђеоском Паолом; епизоде су уоквирене прологом (Исус над Римом) и епилогом (чудовишна риба) дајући филму његову иновативну и симетрично симболичну структуру. Евокације су: седам смртних грехова, седам сакрамената, седам врлина, седам дана стварања. Други критичари се не слажу; Питер Бонданела тврди да ће „сваки критичар Слатког живота који није опчињен магичним бројем седам сматрати да је готово немогуће организовати бројне секвенце на стриктно нумеролошкој основи”.

### Естетика диспаритета
Критичар Роберт Ричардсон сугерише да оригиналност Слатког живота лежи у новом облику филмског наратива који експлоатише „естетику диспаритета”. Напуштајући традиционалну радњу и конвенционални „развој ликова”, Фелини и косценаристи Енио Флајано и Тулио Пинели су исковали биоскопски наратив који је одбацио континуитет, непотребна објашњења и наративну логику у корист седам нелинеарних сусрета између Марчела, неке врсте Дантеовог ходочасника и подземног света од 120 ликова. Сусрети стварају кумулативни утисак на гледаоца који проналази решење у „превладавајућем осећају диспаритета између онога што је живот био или би могао бити, и онога што заправо јесте”.
У мотиву који је раније користио у својим филмовима, Фелини ређа различит низ секвенци у виду покрета од вечери до зоре. Такође коришћен мотив су слике спирала надоле које Марчело покреће када се спушта низ прво од неколико степеништа (укључујући мердевине) које отварају и затварају епизоде. Резултат је да естетска форма филма, а не његов садржај, оличава тему Рима као моралне пустоши.

## Пријем
Пишући за L'Espresso, италијански романописац Алберто Моравија је истакао варијације у тону филма:
Веома експресиван, Фелини као да мења тон у складу са темом сваке епизоде, у распону од експресионистичке карикатуре до чистог неореализма. Уопштено говорећи, склоност ка карикатури је већа што је морални суд филма строжи, иако то никада није потпуно презриво, јер увек постоји доза самозадовољства и учешћа, као у завршној сцени оргије или епизоди у дворцу аристократа изван Рима, овај други је посебно ефикасан због своје дескриптивне оштрине и наративног ритма.
Пишући за Filmcritica XI, италијански песник и филмски редитељ Пјер Паоло Пазолини је тврдио да је „Сладак живот био превише важан да би се о њему расправљало као што би се нормално разговарало о филму.
Иако није тако сјајан као Чаплин, Ајзенштајн или Мизогучи, Фелини је несумњиво више писац него редитељ. Филм је, дакле, само његов и само његов... Камера помера и фиксира слику тако да око сваког објекта ствара неку врсту дијафрагме, чинећи да однос објекта према свету делује ирационално и магично. Како свака нова епизода почиње, камера је већ у покрету користећи компликоване покрете. Међутим, често су ови вијугави покрети брутално испрекидани врло једноставним документарним кадром, попут цитата написаног свакодневним језиком.
Жак Дониол-Валкроз, филмски критичар и суоснивач часописа Cahiers du Cinéma, сматра да:
„Оно што недостаје Слатком животу је структура ремек-дела. У ствари, филм нема одговарајућу структуру: то је низ биоскопских момената, неки убедљивији од других… Суочен са критикама, Сладак живот се распада, остављајући иза себе мало више од низа догађаја без заједничког имениоца који их повезује у смислену целину”.
Критичар Босли Краутер у рецензији за The New York Times похвалио је Фелинијеву:
бриљантну графичку процену читавог дела друштва у тужном пропадању и, на крају, исцрпљујући коментар трагедије прецивилизованог... Фелини није ништа друго до плодан, жесток и урбан у прорачуну друштвене сцене око себе и њеном паковању за платно. Он има необично око да пронађе необичан и гротескни инцидент, грубу и бизарну појаву која разоткрива блиставу иронију. Он такође има сјајан осећај за равнотежу и укусну сардоничну духовитост која не само да је водила његове камере већ је утицала и на писање сценарија. Укратко, ово је сјајан филм, разузданог садржаја, али моралан и веома софистициран у свом ставу и ономе што говори.
Роџер Иберт сматрао је Сладак живот најбољим Фелинијевим филмом, као и својим лично омиљеним филмом, и стално га је уврштавао међу својих десет најбољих филмова у анкетама часописа Sight and Sound сваких десет година. Ибертова прва рецензија за филм, објављена у октобру 1961. године, била је скоро прва филмска критика коју је написао, пре него што је започео своју каријеру филмског критичара 1967. године. Филм је био камен темељац за Иберта, како се његова перспектива филма и његовог живота развијала током времена, резимирао у својој рецензији Великог филма из 1997. године:
Филмови се не мењају, али се мењају њихови гледаоци. Када сам 1960. одгледао Сладак живот, био сам адолесцент за кога је „сладак живот” представљао све о чему сам сањао: грех, егзотични европски гламур, заморну романсу циничног новинара. Када сам га поново видео, око 1970. године, живео сам у верзији Марчеловог света; Северна авенија у Чикагу није била Виа Венето, али у 3 сата ујутру становници су били исто толико шарени, а ја сам био отприлике Марчелових година. Када сам погледао филм око 1980. године, Марчело је био истих година, али ја сам био 10 година старији, престао сам да пијем и видео га не као узора већ као жртву, осуђену на бескрајну потрагу за срећом која се никада не може наћи, не на тај начин. До 1991. године, када сам на Универзитету у Колораду анализирао филм кадар по кадар, Марчело је изгледао још млађи, и док сам му се некада дивио, а затим критиковао, сада сам га сажаљевао и волео. А када сам одгледао филм одмах након што је Мастројани умро, помислио сам да су Фелини и Марчело искористили тренутак открића и учинили га бесмртним.
Кевин Томас из Los Angeles Times-а је написао:
Сладак живот Федерика Фелинија из 1960. једно је од кључних дела модерне кинематографије. Бриљантно осмишљена епска бајка о скандалозном репортеру (Марчело Мастројани) који лута високим животом Рима, увео је термин папараци у речник и приказао, са разумном мешавином сатире и саосећања, светлуцави свет славних који се сада жудно бележи у таблоидима из супермаркета.
Хвалећи Фелинијеву режију наставио је:
Сладак живот је такође један од тријумфа „имај на оба начина” филмског стваралаштва: Фелини открива празнину, досаду и деструктивност постојања улице Виа Венето, док је истовремено чини веома гламурозном и заводљивом... Сладак живот подсећа нас колико је као приповедач Фелини издржљив и интуитивно филмски.
На веб-сајту Rotten Tomatoes, филм има рејтинг одобравања од 95% на основу 81 рецензије, са просечном оценом 9,1/10. Консензус сајта гласи: „Као епска, кинематографска знаменитост која одузима дах, Сладак живот остаје привлачан упркос – или можда због – своје велике дужине.” На сајту Metacritic, филм има оцену 95/100 на основу 13 критичара, што указује на „универзално признање”.

### Зарада
Филм је био велики хит у Европи са 13.617.148 продатих улазница у Италији и 2.956.094 у Француској. Сладак живот је био други најуспешнији италијански филм после Рата и мира и био је један од 10 најгледанијих филмова у Италији.
Филм је зарадио 6 милиона долара од изнајмљивања у Сједињеним Државама и Канади током свог оригиналног издања и био је филм на страном језику са највећом зарадом на америчким благајнама. Филм је поново објављен у Северној Америци 1966. године од стране компаније merican International Pictures и зарадио је 1,5 милиона долара од изнајмљивања. Укупна зарада износила је 19.516.348 долара.

### Цензура
Ватикански лист L'Osservatore Romano осудио је филм, нарочито уводну сцену коју је Католичка црква схватила као пародију на други Исусов долазак. Подложно широко распрострањеној цензури, филм је забрањен у Шпанији, све до смрти Франсиска Франка 1975. године. Умберто Тупини, министар културе Тамбронијеве владе, цензурисао је Сладак живот и друге „срамне филмове”. У Португалији, филму је требало десет година да прође кроз цензоре и буде објављен у земљи (то је било због цензуре коју је земља претрпела током година „Нове државе”).

### Награде и признања
је описао Сладак живот као „један од најгледанијих и најхваљенијих европских филмова 1960-их”. Био је номинован за четири Оскара, а освојио је једног за најбољу црно-белу костимографију. Сладак живот је такође освојио Златну палму на Филмском фестивалу у Кану 1960. године. Филм је освојио награду за најбољи филм на страном језику на наградама Удружења њујоршких филмских критичара и Националног одбора за рецензију филмова. Такође је био номинован за награду БАФТА за најбољи филм.
Entertainment Weekly прогласио га је за 6. најбољи филм свих времена 1999. године. The Village Voice је поставио филм на 112. место на листи 250 најбољих филмова 20. века, на основу анкете критичара. Филм је уврштен у „The New York Times-ов водич кроз хиљаду најбољих филмова икада снимљених” 2002. године. Године 2010, филм је смештен на 11. место листе „100 најбољих филмова светске кинематографије” часописа Empire. У анкетама Британског филмског института из 2002. о најбољим филмовима икада снимљеним, Сладак живот је заузео 24. место у анкети критичара, као и 14. место у анкети режисера. У верзији листе из 2012, филм је заузео 39. место у анкети критичара и 37. место у анкети режисера. У јануару 2002, филм је изабран за 28. место на листи „100 најбољих филмова свих времена” од стране Националног друштва филмских критичара. Филм је рангиран на 59. место листе „100 најбољих филмова” од стране истакнутог француског часописа Cahiers du Cinéma 2008. године. Године 2007, филм је смештен на 19. место листе „40 најбољих страних филмова свих времена” новина The Guardian. Исти лист је 2010. године поставио филм на 23. место на својој листи 25 најбољих уметничких филмова. Године 2016, The Hollywood Reporter је поставио филм на 2. место међу 69 добитника Златне палме до тог тренутка, закључивши: „Оно што је вечно је Фелинијева меланхолична спознаја да иза савременог греха, искупљења, расејаности и фасаде слатког живота, вреба само празнина”. Филм је заузео 10. место на BBC-јевој листи „100 најбољих филмова на страном језику” из 2018. године, за коју је гласало 209 филмских критичара из 43 земље широм света. Године 2021, филм је рангиран на 6. месту на листи „100 најбољих филмова свих времена” часописа Time Out.